# 더 시드 오브 러브
《더 시드 오브 러브》(영어: The Seed of Love)는 2023년 방영된 필리핀의 텔레비전 드라마이다.